# Hans Beijer
Johan (Hans) Beijer (Amsterdam, 11 mei 1948) is een Nederlands acteur.

## Loopbaan
Beijer studeerde in 1970 af aan de Academie voor Kleinkunst. Hij speelde in diverse rockmusicals, waaronder Hair, Godspell en The Rocky Horrorshow. Ook speelde hij in diverse blijspelen, revues (Theater van de Lach) en schoolvoorstellingen. Op televisie was Beijer te zien in diverse series en films; bij kinderen is hij bekend als de onhandige boef B100 uit de serie Bassie en Adriaan. Verder was Beijer te zien in reclamespots voor hondenvoer, neuspastilles, Franse kaas en drop. Hij speelde ook mee in de klucht Lang zal die Leven van Paul van Soest en Gerard Cox. In 2022 had Beijer een gastrol in seizoen 22 van Het Sinterklaasjournaal.

## Rechtszaak
In 2016 werd bekend dat Bas en Aad van Toor al jarenlang een conflict hebben met meerdere acteurs uit hun series over de betalingen. In een rechterlijke uitspraak uit 2014 werd bepaald dat er alleen nog betalingen hoefden te worden geregeld over de series die het duo oorspronkelijk niet zelf had geproduceerd, waarop de eisen van Hans Beijer en Paul van Soest niet-ontvankelijk werden verklaard. Ondanks de rechtszaak werkt Beijer wel mee aan de documentaire "Een schat aan herinneringen" over Bassie en Adriaan.

## Filmografie
- 1980 – De Bende van hiernaast – Vader van Willem
- 1981 – Een kus van een Rus – Wachtmeester Balstra
- 1985 –  Mijn Idee – Hotelgast (afl. 5. Lene de Wit)
- 1986 – In de schaduw van de overwinning – Vrachtwagenchauffeur
- 1986 – Op hoop van zegen – Faas
- 1986 – Dossier Verhulst – Getuige (afl. 5. De Verzoening)
- 1987 – Donna Donna – Juwelier
- 1987 – De ratelrat – Heer uit zachte sector
- 1987 – Keesje Kikker en Karel Krekel – Pudding (stem)
- 1988 – Amsterdamned – Medewerker stadsreiniging
- 1988 – L'Heure Simenon (televisieserie) – Boubon (afl. Le Riche homme)
- 1990 – Han de Wit – Boekhouder
- 1990 – De gulle minnaar – Van der Leeuw
- 1990 – De Brug (miniserie) – Postbode Sjamot
- 1990 – My Blue Heaven – Schooldirecteur
- 1991 • 1993 – Goede tijden, slechte tijden (televisieserie) – Huisbaas
- 1991 – Oppassen!!! (televisieserie) – Groenteboer (afl. Hoog bezoek)
- 1992 – Bassie en Adriaan en de geheimzinnige opdracht (televisieserie) – B100
- 1992 – Zonder Ernst (televisieserie) – Nette heer (afl. onbekend)
- 1992 – De Vereenigde Algemeene (televisieserie) – Cor Blauwboer
- 1992 – Flodder in Amerika! – Beveilingsbeambte vliegveld
- 1993 – Het Zonnetje in Huis (televisieserie) – Meneer Neuteboom (afl. Het hondje)
- 1993 – Oppassen!!! (televisieserie) – Bankreceptionist (afl. Belastingsperikelen)
- 1993 – Toen was geluk heel gewoon (televisieserie) – Fotograaf (afl. Heer in het verkeer)
- 1994 – Flodder (televisieserie) – Inspecteur Bert Raadsman (afl. De afrekening)
- 1994 – Bassie en Adriaan en de reis vol verrassingen (televisieserie) – B100
- 1994 – SamSam (televisieserie) – Bank-Employee (afl. Zonder geld begin je niks)
- 1994 – Vrienden voor het leven – Politieagent (afl. Samen zwanger)
- 1995 – Vrouwenvleugel (televisieserie) – Drogist (afl. Iedereen is eenzaam)
- 1995 – M'n dochter en ik (televisieserie) – Zakkenroller (afl. Lange vingers)
- 1996 – Goede tijden, slechte tijden (televisieserie) – Kastelein Albert (1996-1998)
- 1997 – Het feest van Plinter (televisiefilm) – Stegge
- 1997 – Kees & Co (televisieserie) – Rijexaminator (afl. Verrassing)
- 1999 – Goede tijden, slechte tijden (televisieserie) – Govert Harmsen #2 (1999)
- 1999 – Blauw blauw – Johan Breedveld (1 aflevering)
- 1999 – Ben zo terug – Meneer Suikerbrood
- 2001 – Schiet mij maar lek (televisieserie) – Ome Dirk
- 2003 – De kikker in de koffiemolen – Pleijnaer
- 2003 – De D van dag – Wijbrand
- 2003 – Westenwind – Inspecteur Stoelmuller
- 2007 – Kink in de kabel – Karel
- 2010 – Alleen hier – D van Dijk
- 2021 – De regels van Floor – bezoeker bij uitvaartdienst
- 2022 – Tweede Hans – burgemeester
- 2022 – Sinterklaasjournaal – boze Wouter van Balen[3]